# Pierre Olivier (résistant)
Pour les articles homonymes, voir Pierre Olivier.
Pierre Olivier, né le 12 juin 1904 à Paris et mort pour la France le 29 avril 1945 à Isola, est un militaire et résistant français, Compagnon de la Libération. Commerçant en Afrique et mobilisé au début de la Seconde Guerre mondiale, il décide en 1940 de se rallier à la France libre et participe à la mise sur pied d'unités combattantes au Gabon et au Cameroun. Parti combattre en France vers la fin de la guerre, il est tué lors des derniers combats de l'année 1945.

## Biographie

### Jeunesse et engagement
Pierre Olivier naît le 12 juin 1904 à Paris, au sein d'une famille d'industriels. Il est le neveu de Paul Reynaud. Il étudie à l'école des Roches à Verneuil-sur-Avre puis obtient une licence de droit puis une licence de sciences politiques. En 1925, il commence son service militaire au 37e régiment d'aviation. L'année suivante, il suit les cours d'élève officier de réserve à l'école militaire d’administration puis est affecté au Maroc comme officier d'administration. Rendu à la vie civile en 1927, il rejoint l'entreprise familiale et travaille dans une filiale à Mexico avant de créer sa propre entreprise à Fort-Lamy, au Tchad. Il part ensuite en Oubangui-Chari où il dirige une compagnie d'import-export à Bangui.

### Seconde Guerre mondiale
Officier de réserve, il est rappelé dans l'armée d'active lors de la mobilisation de 1939 et affecté aux services d'intendance à Bangui. Promu lieutenant en mai 1940, il n'a pas l'occasion d'aller combattre en métropole mais prend connaissance de l'appel du général de Gaulle et décide de se rallier à la France libre. Engagé dans les forces françaises libres (FFL) en août 1940, il participe à la campagne du Gabon lors de laquelle il gère le ravitaillement des troupes puis, désireux de rejoindre une unité combattante, il est muté en décembre au bataillon de tirailleurs du Gabon (BTG). Adjoint de Claude Chandon, commandant militaire du Gabon, il participe à la formation d'unités combattantes destinées à renforcer les FFL puis, promu capitaine en décembre 1941, il prend la tête du 2e bureau du BTG. En avril 1943, Claude Chandon, devenu entretemps commandant militaire du Cameroun, l'appelle à ses côtés et le charge à nouveau de former des unités de tirailleurs afin de renforcer la colonne du colonel Leclerc qui combat en Libye contre l'armée italienne.
En août 1944, Pierre Olivier effectue un stage de parachutisme à Alger puis part pour la France où il est affecté le 25 novembre 1944 à la 1re division française libre (1re DFL). Membre du bataillon d'infanterie de marine et du Pacifique (BIMP) dont il commande une section de pionniers, il participe à la bataille d'Alsace. Il se distingue à Herbsheim en janvier 1945 en défendant avec ses hommes une position qui résiste aux attaques ennemies pendant plusieurs jours. Déplacé ensuite avec le BIMP à Juan-les-Pins, il prend part en avril 1945 aux combats du massif de l'Authion et traverse la frontière franco-italienne. Le 29 avril 1945, près du hameau de Saint-Ama, il est grièvement blessé par un éclat de mine. Évacué à l'antenne chirurgicale d'Isola, Pierre Olivier meurt de ses blessures, faisant de lui le dernier officier tué de la 1re DFL. Il est inhumé au cimetière du Montparnasse à Paris dans le caveau où le rejoindra plus tard son oncle Paul Reynaud,.

## Décorations
|  |  |  |  |  |  |
|  |  |  |  |  |  |

| Chevalier de la Légion d'honneur     | Chevalier de la Légion d'honneur     | Chevalier de la Légion d'honneur     | Compagnon de la Libération À titre posthume, par décret du 7 août 1945 | Compagnon de la Libération À titre posthume, par décret du 7 août 1945 | Compagnon de la Libération À titre posthume, par décret du 7 août 1945 | Croix de guerre 1939-1945 Avec une palme                             | Croix de guerre 1939-1945 Avec une palme                             | Croix de guerre 1939-1945 Avec une palme                             |                                                                      |                                                                      |                                                                      |
| Médaille coloniale Avec agrafe "AFL" | Médaille coloniale Avec agrafe "AFL" | Médaille coloniale Avec agrafe "AFL" | Médaille coloniale Avec agrafe "AFL"                                   | Médaille coloniale Avec agrafe "AFL"                                   | Médaille coloniale Avec agrafe "AFL"                                   | Médaille commémorative des services volontaires dans la France libre | Médaille commémorative des services volontaires dans la France libre | Médaille commémorative des services volontaires dans la France libre | Médaille commémorative des services volontaires dans la France libre | Médaille commémorative des services volontaires dans la France libre | Médaille commémorative des services volontaires dans la France libre |

## Hommages
- À L'Escarène, son nom est inscrit sur le mausolée de la 1re division française libre[6].